# Yftbåkks naturreservat
Yftbåkks naturreservat är ett naturreservat i Mora kommun i Dalarnas län.
Området är naturskyddat sedan 2024 och är 62 hektar stort. Reservatet består av ett flygsandfält med sandtallskog. Naturreservatet är ett av de nordligaste utbredningsområdena i Europa för sandödlor och har en rik svampmångfald. Namnet är dialektalt och betyder ungefär "den övre backen".